# Greatest Hits (Ramones)
Greatest Hits är ett samlingsalbum av punkrockbandet Ramones, släppt 2006.

## Låtlista
1. "Blitzkrieg Bop" - 2:12
2. "Beat On the Brat" - 2:32
3. "Judy Is a Punk" - 1:32
4. "I Wanna Be Your Boyfriend" - 2:26
5. "Sheena Is a Punk Rocker" - 2:47
6. "Pinhead" - 2:44
7. "Commando" - 1:52
8. "Rockaway Beach" - 2:06
9. "We're a Happy Family" - 2:39
10. "Cretin Hop" - 1:55
11. Teenage Lobotomy" - 2:01
12. "I Wanna Be Sedated" - 2:29
13. "I Just Wanna Have Something to Do" - 2:41
14. "Rock 'N' Roll High School" - 2:19
15. "Baby, I Love You" - 3:44
16. "Do You Remember Rock 'N' Roll Radio?" - 3:49
17. "The KKK Took My Baby Away" - 2:30
18. "Outsider" - 2:10
19. "Pet Sematary" - 3:32 (singelversion)
20. "Wart Hog" - 1:54